# Kościół św. Jakuba w Toruniu
Kościół Świętych Apostołów Jakuba i Filipa w Toruniu – dawna fara Nowego Miasta Torunia, położona przy wschodnim narożniku Rynku Nowomiejskiego.

## Historia

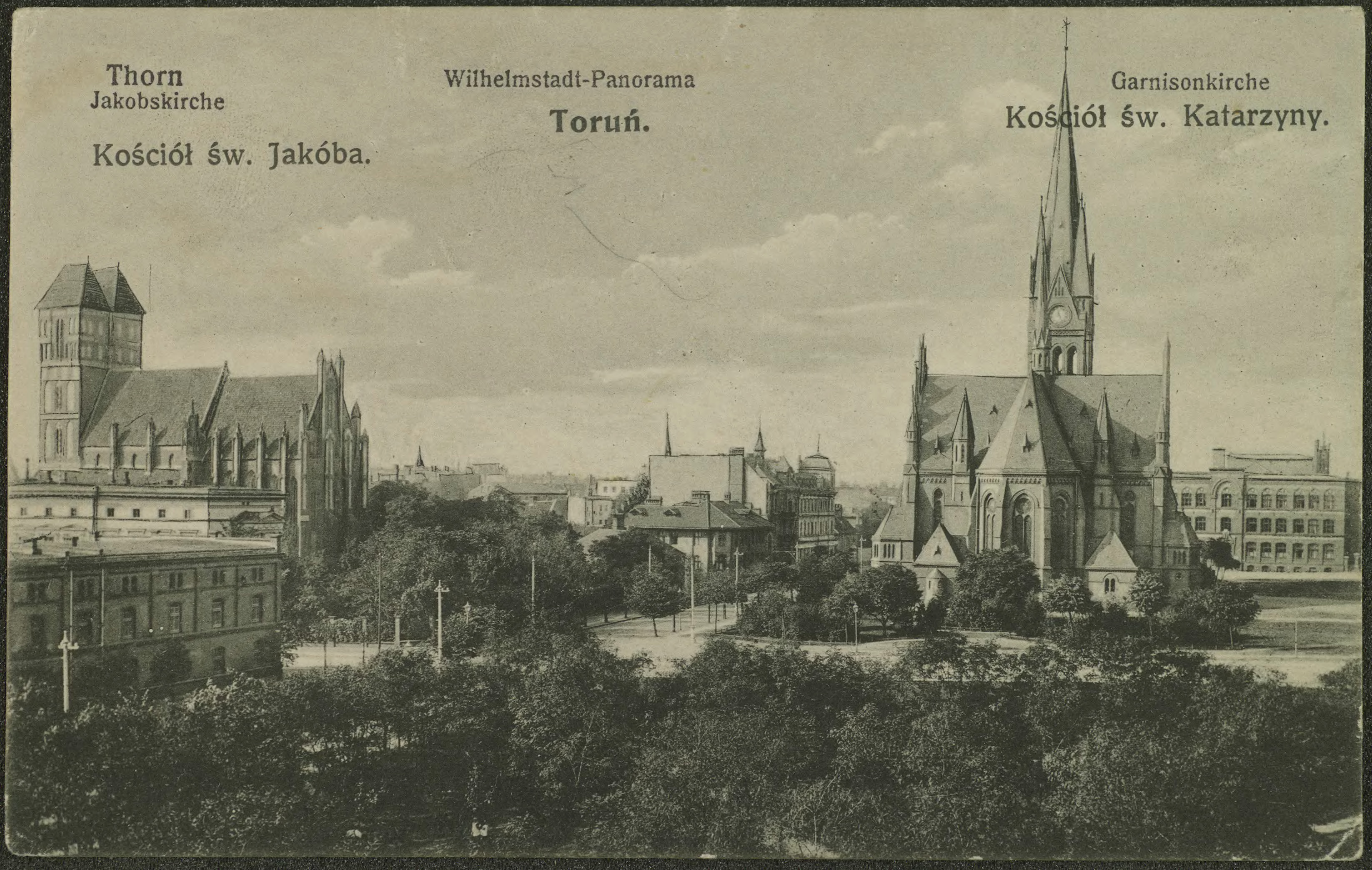
Pocztówka z ok. 1914 roku, przedstawiająca pl. św. Katarzyny, po lewej: kościół św. Jakuba

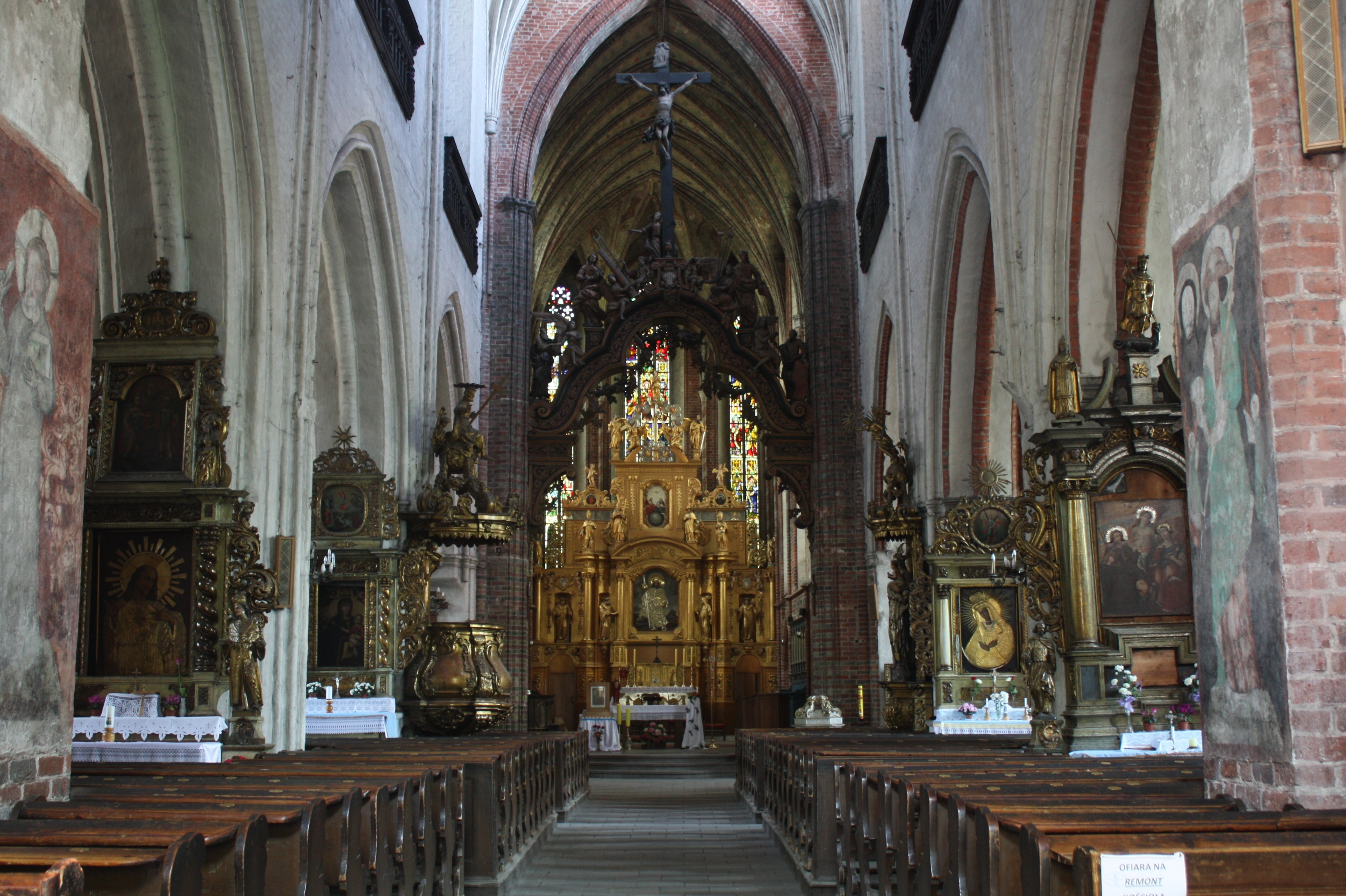
Nawa główna

Budowę kościoła rozpoczęto w 1309 roku, jej projekt powstał na przełomie XIII i XIV wieku. Około 1320 roku ukończono i udostępniono chór, następnie wybudowano korpus. Jeszcze w XIV wieku farą zaczęły zarządzać prawdopodobnie cysterki, potem benedyktynki. W latach 1557–1667 fara należała do gminy ewangelickiej, następnie odzyskały ją benedyktynki, które do XIX wieku zarządzały świątynią. Odtąd do dnia obecnego kościół parafialny.
W związku z potrzebą dopasowania do istniejącej siatki ulic prezbiterium kościoła nie jest ściśle orientowane, ale skierowane ku północnemu wschodowi. Kamień węgielny pod budowę położył biskup Herman w 1309 roku. W tym samym roku rozpoczęto budowę prezbiterium, które nakryto sklepieniem gwiaździstym, natomiast przęsło wschodnie nakryto sklepieniem pseudopoligonalnym. Od zewnątrz prezbiterium otrzymało bogatą dekorację architektoniczną, m.in. szczyt wschodni, wieżyczkę schodową oraz ceramiczną inskrypcję fundacyjną. Do 1340 roku ukształtowano bryłę kościoła. Około 1340 roku kościół oddano do użytku. Świadczy o tym dokument wielkiego mistrza Ludolfa Königa.
Po wzniesieniu korpusu nawowego dobudowano kaplice boczne, jednocześnie podwyższając dachy naw bocznych i ukrywając pod nimi łuki odporowe, co pozostawiło widoczne do dziś ślady w elewacji kościoła. Charakterystyczny podwójny dach wieży został zbudowany po pożarze w 1455 roku. W 1345 roku prawo patronatu nad kościołem otrzymał klasztor cysterek, z czasem benedyktynek. Od 1557 roku służył nowomiejskim ewangelikom, w 1667 roku został ponownie przejęty przez benedyktynki, jako odszkodowanie po utracie kościoła św. Ducha, zburzonego przez wojska szwedzkie podczas potopu. W 1724 roku w sąsiedztwie tegoż kościoła rozpoczęły swój bieg wypadki nazwane później tumultem toruńskim. Przebudowany budynek dawnego klasztoru znajduje się po południowej stronie kościoła, z którym kiedyś był połączony szerokim gankiem. Świadczy o tym plan kościoły wykonany przez Georga Friedricha Steinera w XVIII wieku. W 1833 roku benedyktynki utraciły kościół.
W 2006 roku został otwarty odcinek Polskiej Drogi św. Jakuba z Olsztyna do Gietrzwałdu. Rok później został przedłużony do Torunia. gdzie punkt trasy ulokowano w kościele św. Jakuba.
25 lipca 2021 roku kościół został podniesiony do rangi sanktuarium.
Długość kościoła wynosi 53 m, szerokość naw bocznych 28,8 m. Nawa główna mierzy 20,65 m, nawy boczne 9,7 m, wieża 49 m.

## Inskrypcje na murach kościoła
Na zewnątrz prezbiterium umieszczony został majuskułowy fryz inskrypcyjny w języku łacińskim, biegnący od południowej wieżyczki schodowej aż do zakrystii. Napis mówi o tym, że chór kościoła ma być poświęcony czci dwóch świętych, Jakuba i Filipa.

[BENE]DIC DOMIN[NE DOMVM ISTAM E]T OMNES HABITANTES IN ILLA SIT IN EA SANITAS EST CONSECRA[NDVS] CHORVS [HIC] ET PERFICIENDVS AD LAVDEM SANCTI IACOBI PARITERQVE PHILIPPI IN QVO LAVDANDVS DEVS EST ET GLORIFICANDVS AD QVEM SVBSIDIVM SI QVIS PORREXIT ILLVM NON VIVAT TRISTE SET TV BENEFAC SIBI CRISTE HVNC BARATRI PENA NON LEDAT SED AD AMENA TV VENIE VENA DVCAS [E]T VIRGO SERENA [E]T BONITAS CRISTI TRAHAT ILLVM DE NECE TRIST[I] AMEN

## Wnętrze
Wnętrze kościoła kryje zespół zabytków, z którego część została tu przeniesiona w XIX w. po zburzeniu przez Prusaków kościoła dominikanów. Z czasów gotyckich pochodzą m.in: XIV-wieczny krucyfiks tzw. mistyczny, pochodzący z nieistniejącego kościoła św. Mikołaja, XIV-wieczne malowidła ścienne pod wieżą i w prezbiterium, figura Marii z Dzieciątkiem z końca XIV w. w nawie głównej, symultaniczny gotycki obraz pasyjny z ok. 1480-1490, przedstawiający 22 sceny z męczeńskiej drogi Chrystusa, ukazane na tle rozbudowanego pejzażu. Szczególnym kultem wśród flisaków cieszył się tzw. czarny krucyfiks, przypuszczalnie pochodzący z 1 poł. XV wieku. Czczona była też figura Matki Boskiej Różańcowej z ok. 1500. W Muzeum Diecezjalnym w Pelplinie znajdują się m.in. drewniana figura Chrystusa w Ogrójcu z I poł. XV wieku, obraz Madonny z Dzieciątkiem z około 1440 roku, gotyckie cyborium i dwa krzyże relikwiarzowe.
Z epoki protestanckiej zachowały się: jeden z najstarszych w Polsce, bogato rzeźbiony prospekt organowy z 1611 roku, obraz Sąd Ostateczny z 1603 roku (dzieło warsztatu Antona Möllera z Gdańska) i chrzcielnica. Większość ołtarzy (w tym kilka przeniesionych z rozebranego kościoła dominikanów św. Mikołaja) pochodzi z XVIII wieku. Z tego samego wieku pochodzą też: ozdobny łuk tęczowy u wejścia do prezbiterium (1733 rok), ambona (1770 rok) i szereg obrazów w kaplicach bocznych (m.in. Ukrzyżowanie Bartłomieja Strobla z 1634 roku, przeniesione z dawnego klasztoru sióstr przy kościele Św. Ducha nad Wisłą). W latach 2003–2005 przeprowadzono remont ołtarza głównego z 1732–1733 roku, z obrazem Św. Jakuba Starszego. Neogotyckie witraże we wschodnich oknach prezbiterium wykonała firma Franz Binsfeld z Trewiru (1913-1914).
Według niepotwierdzonej źródłowo tradycji w latach około 1342-1345 powstać miały organy, jedne z pierwszych na Pomorzu. Przypuszczano, że mogły znajdować się na emporze w prezbiterium. Ich twórcą był franciszkanin Paweł Wenchen, późniejszy budowniczy organów w bazylice Świętego Piotra w Rzymie.
Podczas wojny północnej w 1703 roku wojska szwedzkie zrabowały 2 największe dzwony. Jeden z nich znajduje się w katedrze w Uppsali.

## Galeria

### Wnętrze kościoła

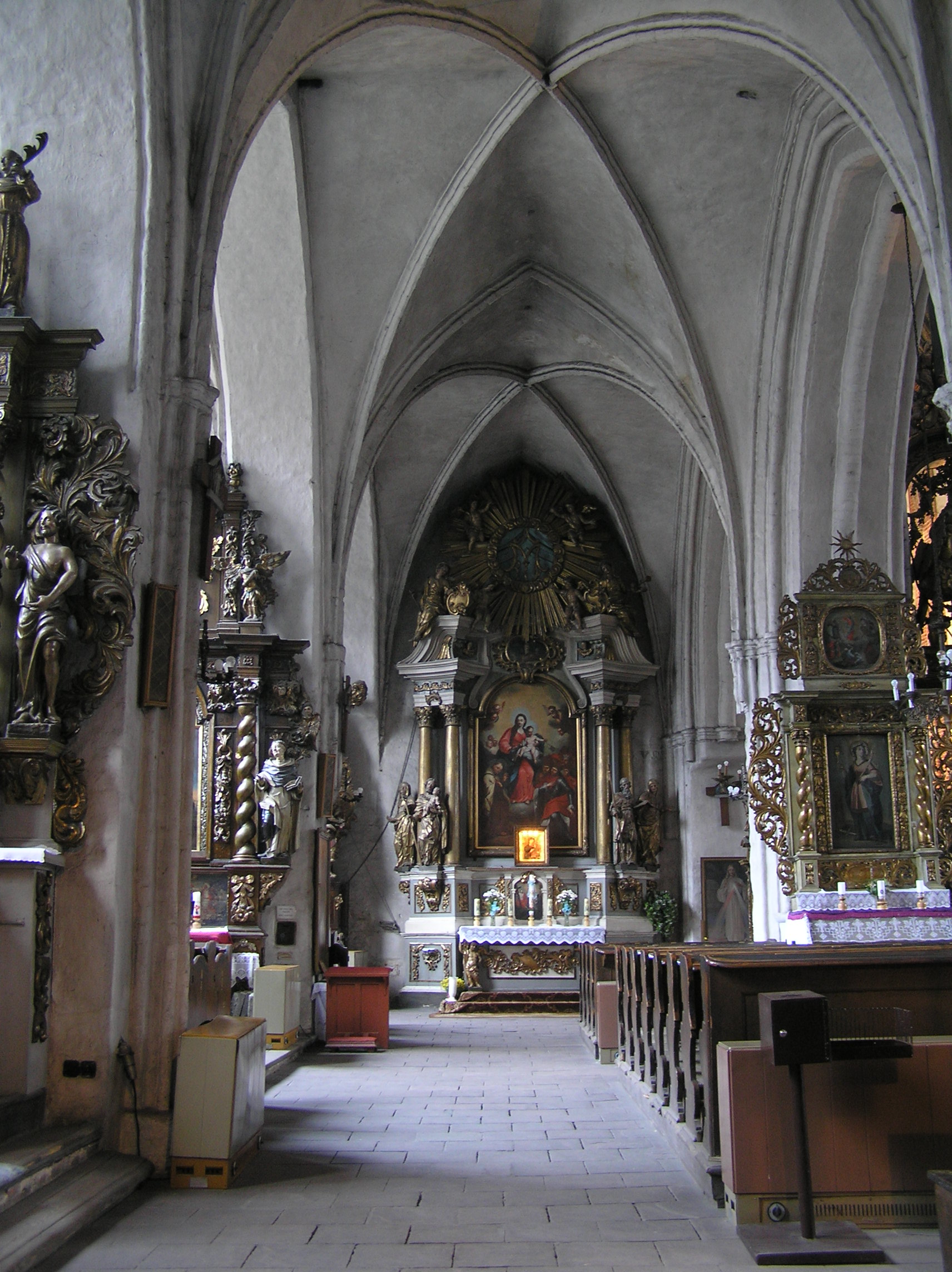
Widok na nawę północną
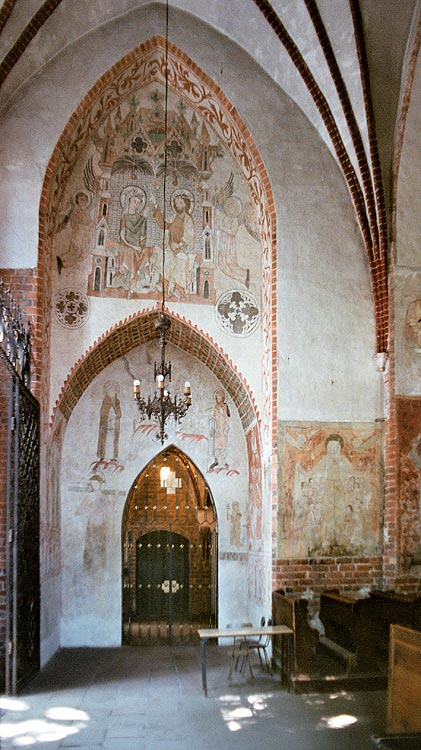
Widok na nawę południową oraz gotyckie polichromie z XIV wieku
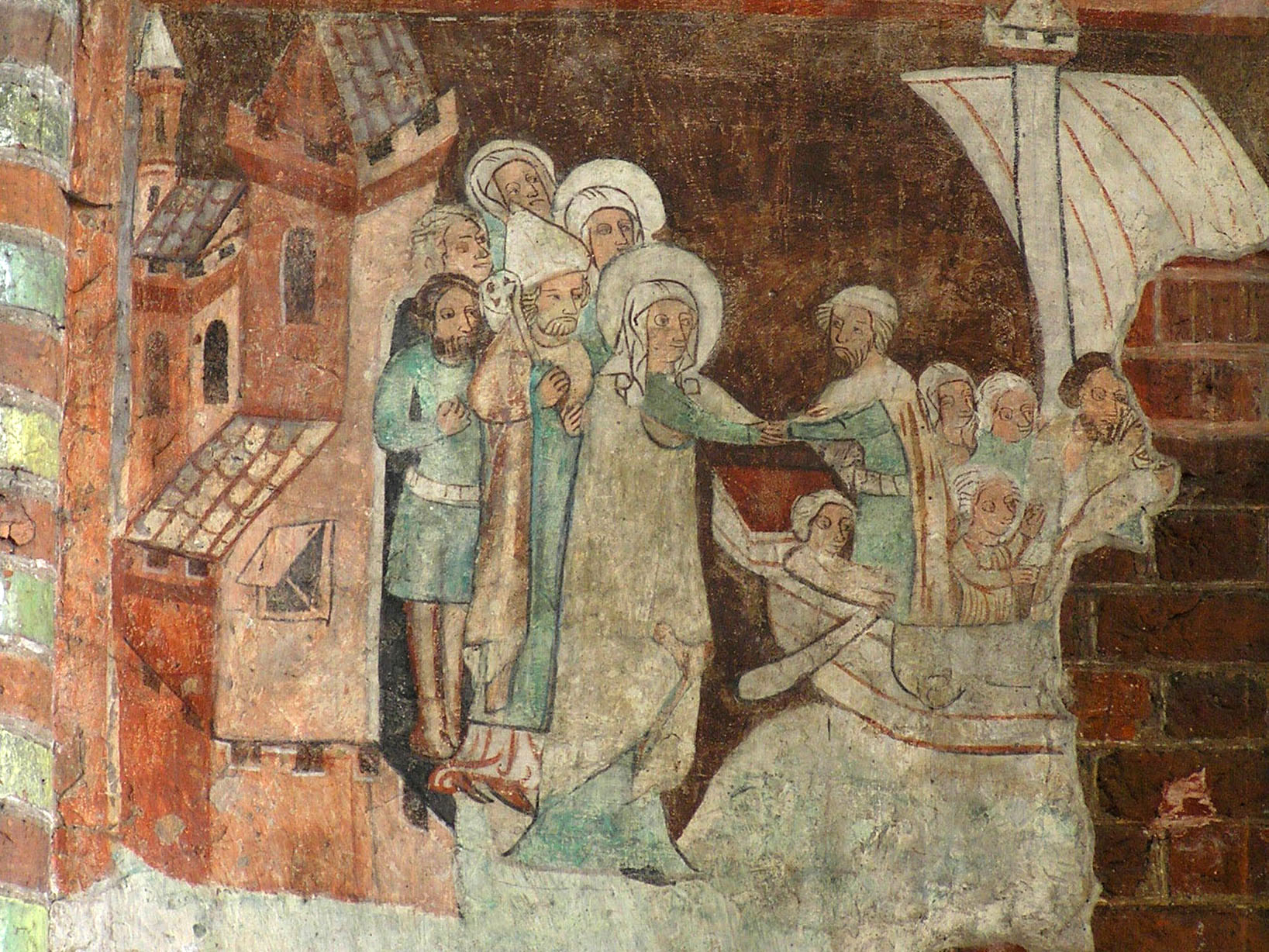
Gotyckie polichromie. Scena z legendy o św. Marii Magdalenie - odjazd księcia marsylskiego do Rzymu, ok. 1480-90 r.
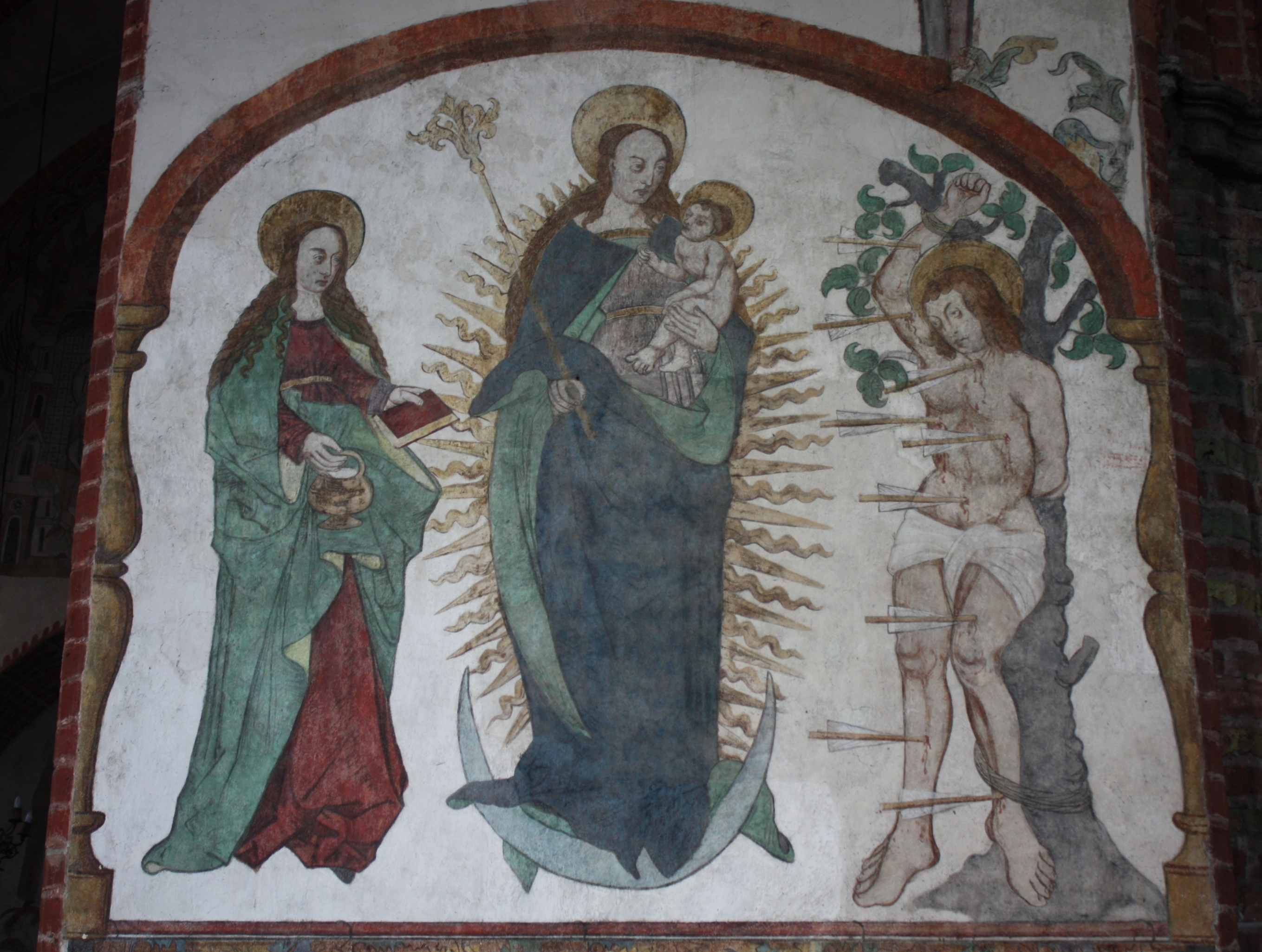
Malowidła gotyckie na filarze podwieżowym - Madonna Apokaliptyczna ze św. Dorotą i św. Sebastianem, pocz. XVI w.
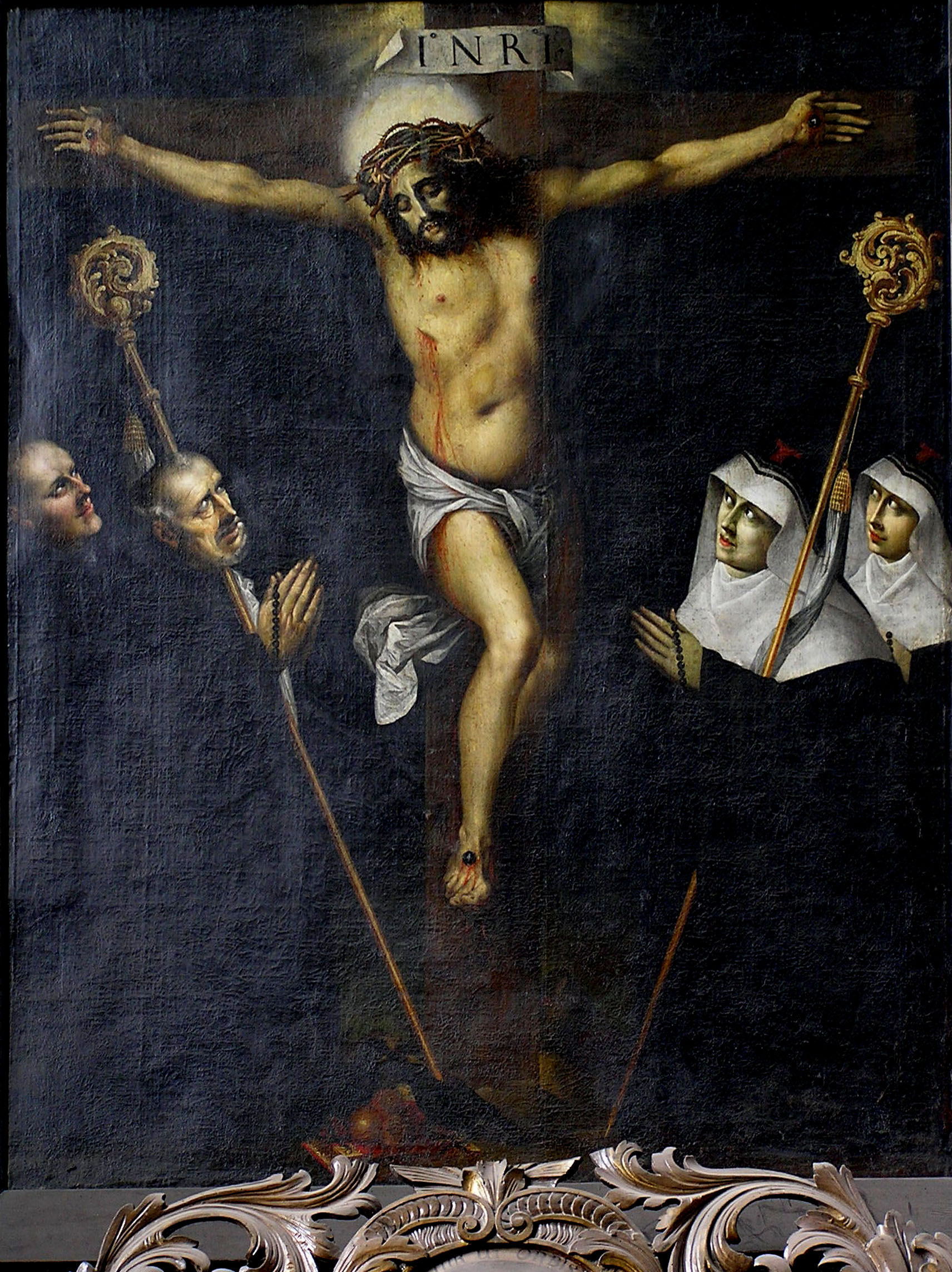
Bartłomiej Strobel, Ukrzyżowanie 1634 r.
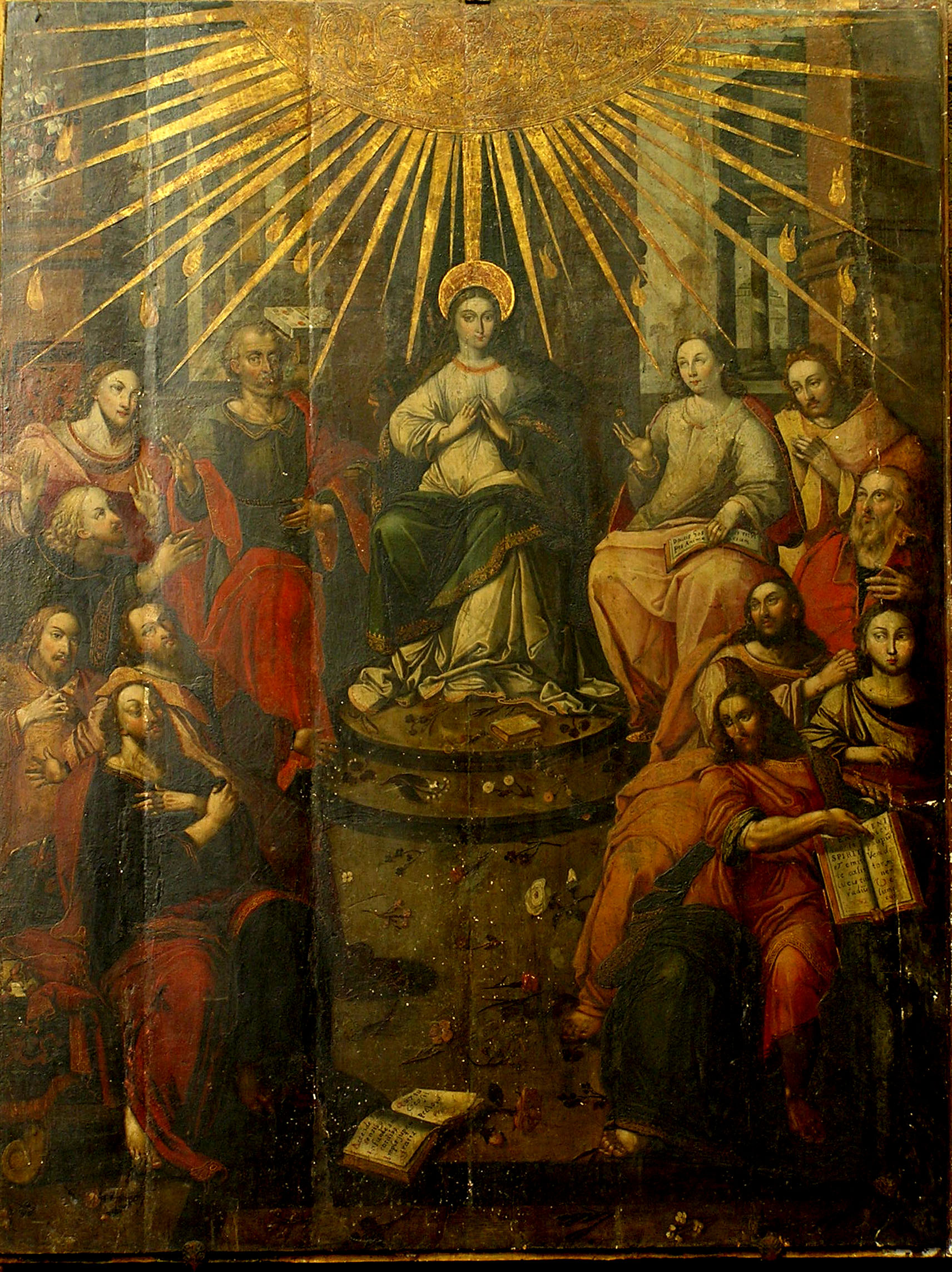
Obraz Zesłanie Ducha Św., początek XVI w.
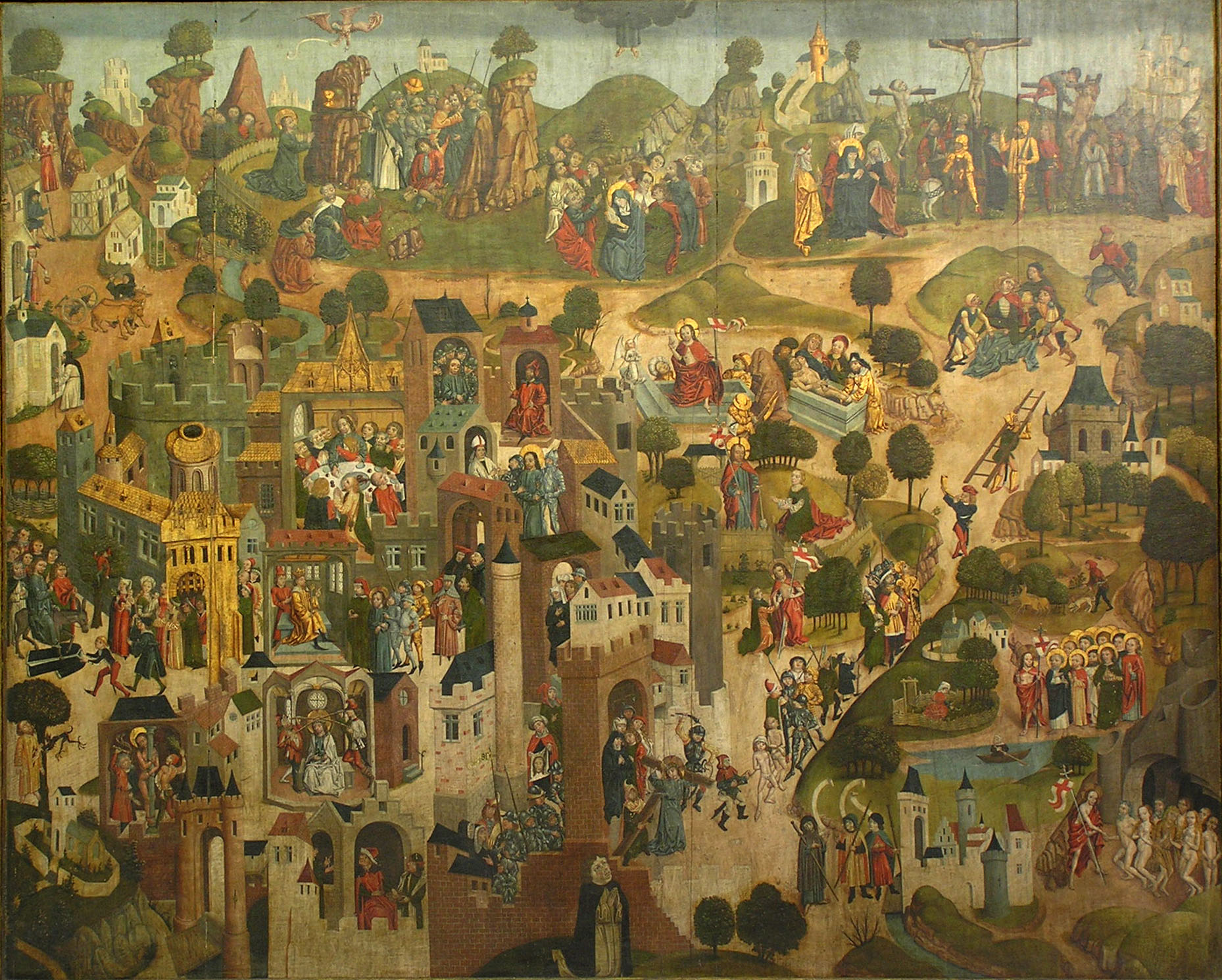
Późnogotycki obraz pasyjny z ok. 1480-90
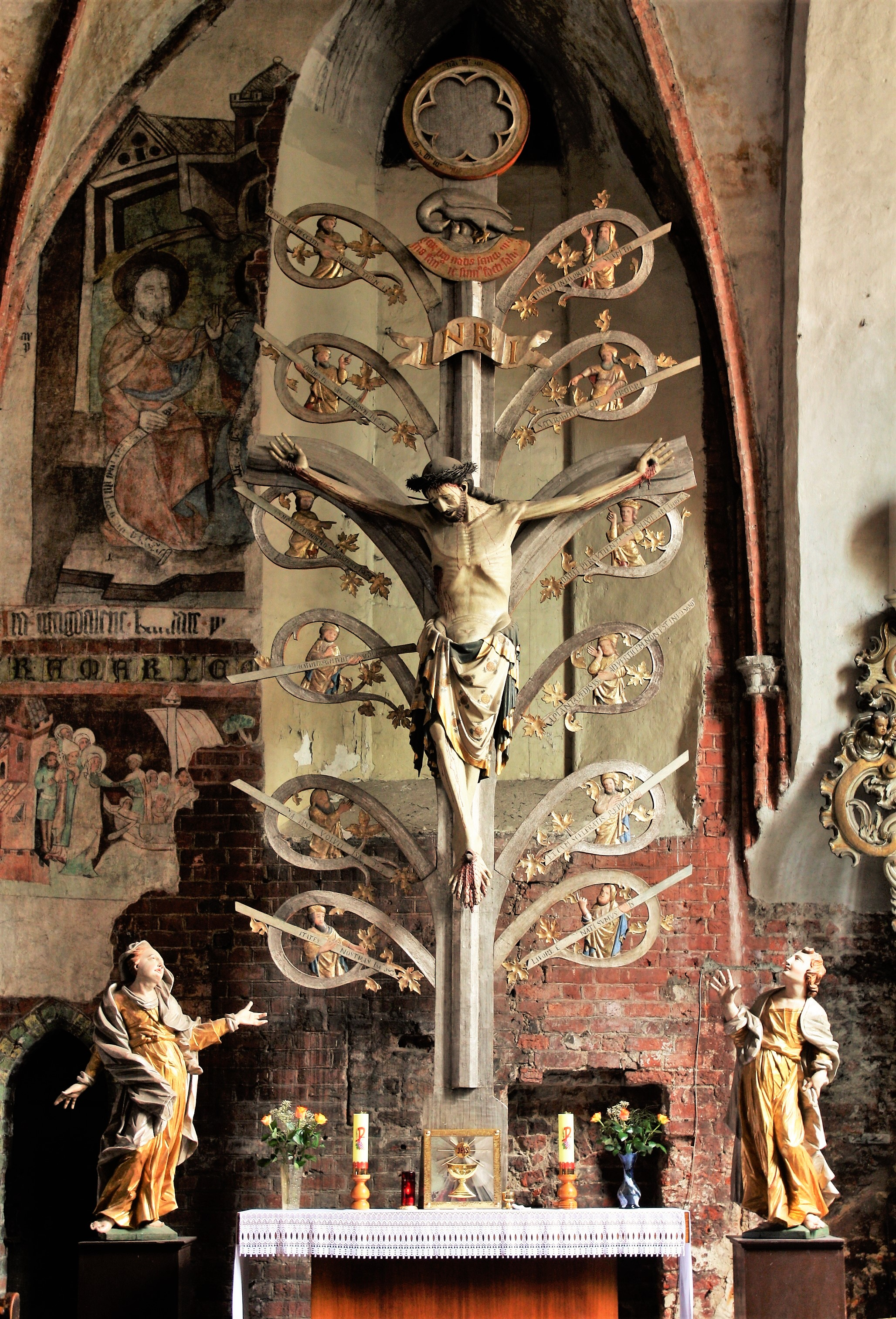
Gotycki krucyfiks mistyczny, IV ćw. XIV w.
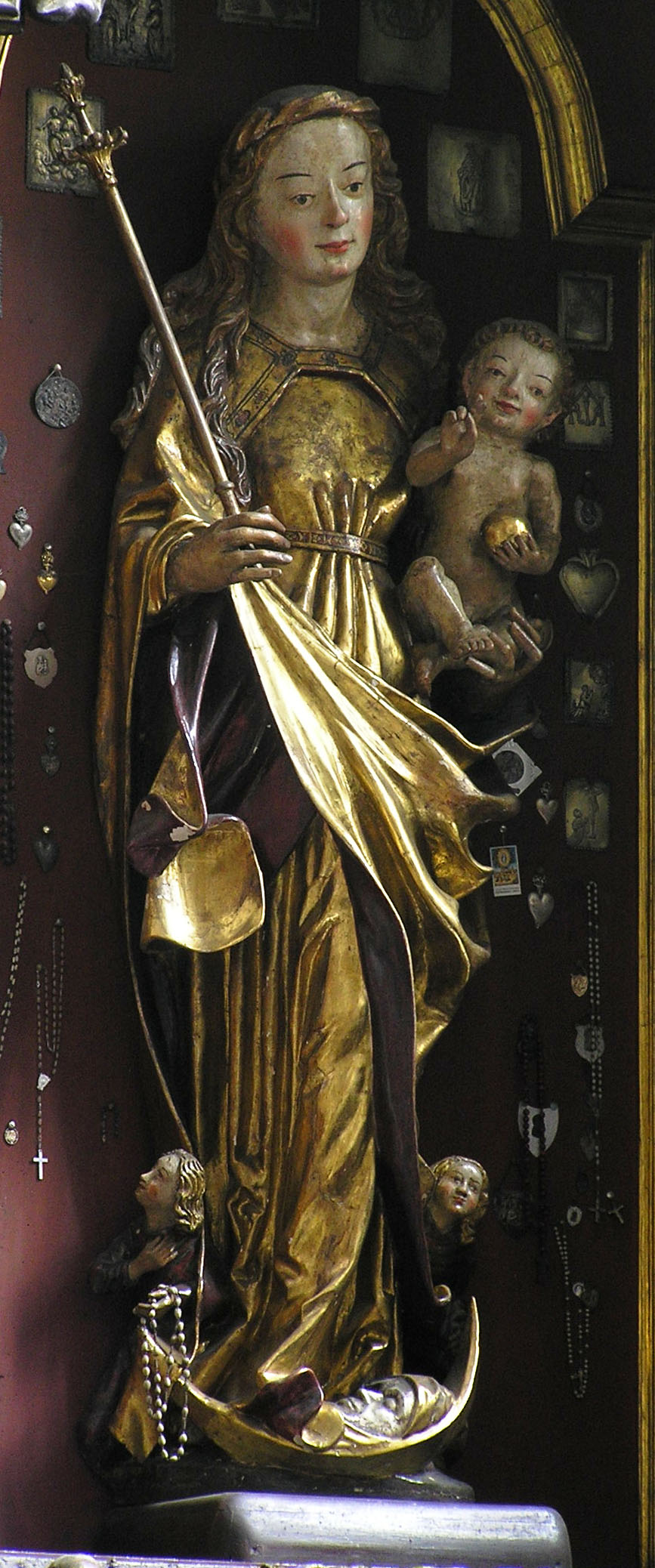
Rzeźba Marii z Dzieciątkiem, ok. 1500 r.
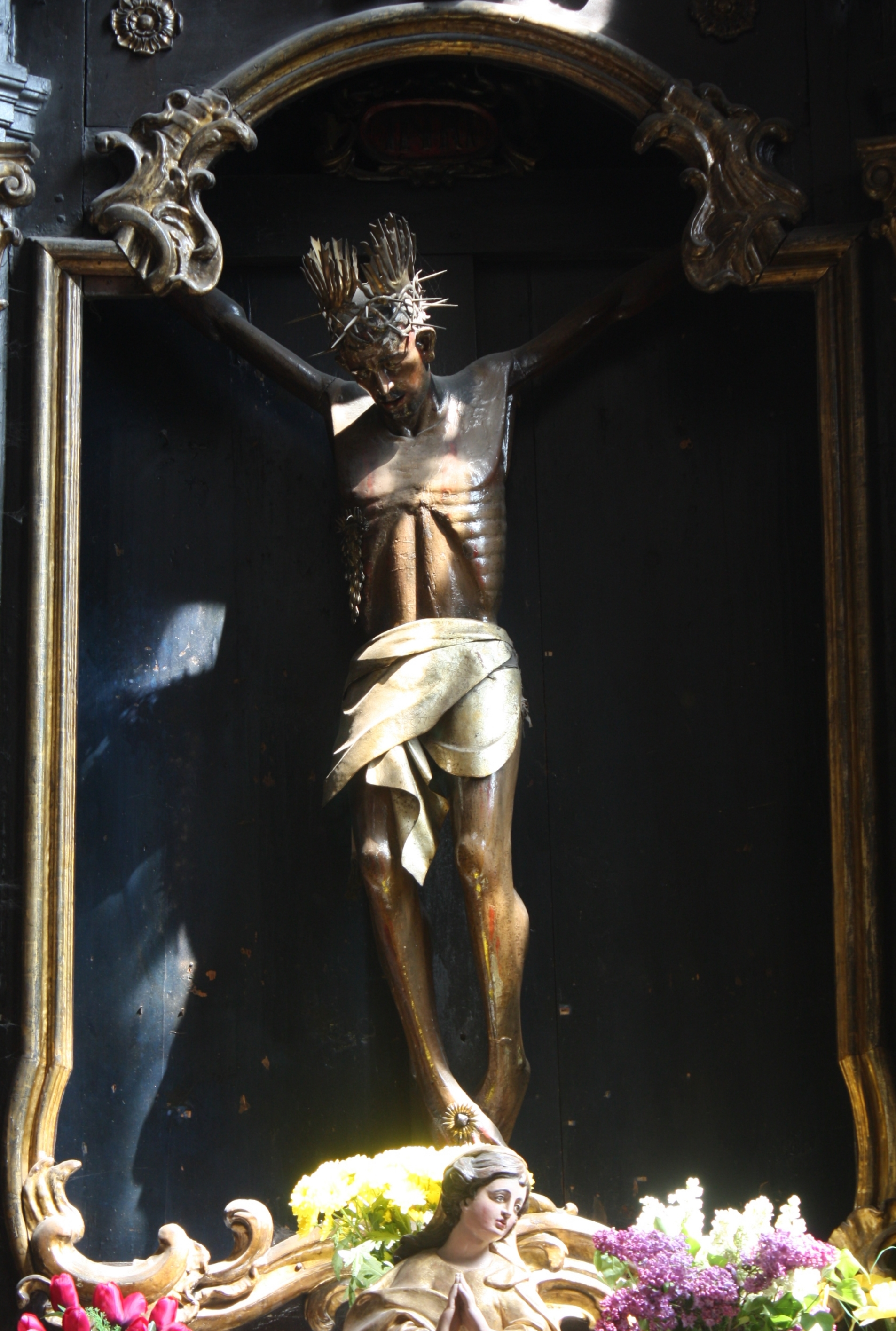
Gotycki tzw. Czarny Krucyfiks, XV w.